# Montaña de la Caldera
Montaña de la Caldera – najwyższe wzniesienie wyspy Lobos w archipelagu Wysp Kanaryjskich.
Szczyt ma 127 m n.p.m. i wznosi się w zachodniej części tej nieposiadającej stałych mieszkańców wyspy. Wejście odbywa się stromymi kamiennymi schodami (prowadzi tu znakowany szlak pieszy z El Puertito – dojście trwa około 20 minut). Z wierzchołka istnieje dobry dookolny widok na częściowo zalany przez wody oceaniczne krater wulkaniczny, a także całą wyspę Lobos, Corralejo na Fuerteventurze oraz na Lanzarote.